# Agía Marína (Koropí)
Agía Marína, en grec moderne : Αγία Μαρίνα, est un village du dème de Koropí, en Attique, Grèce.
Selon le recensement de 2011, la population de la localité s'élève à 4 462 habitants.